# Jan Taminiau

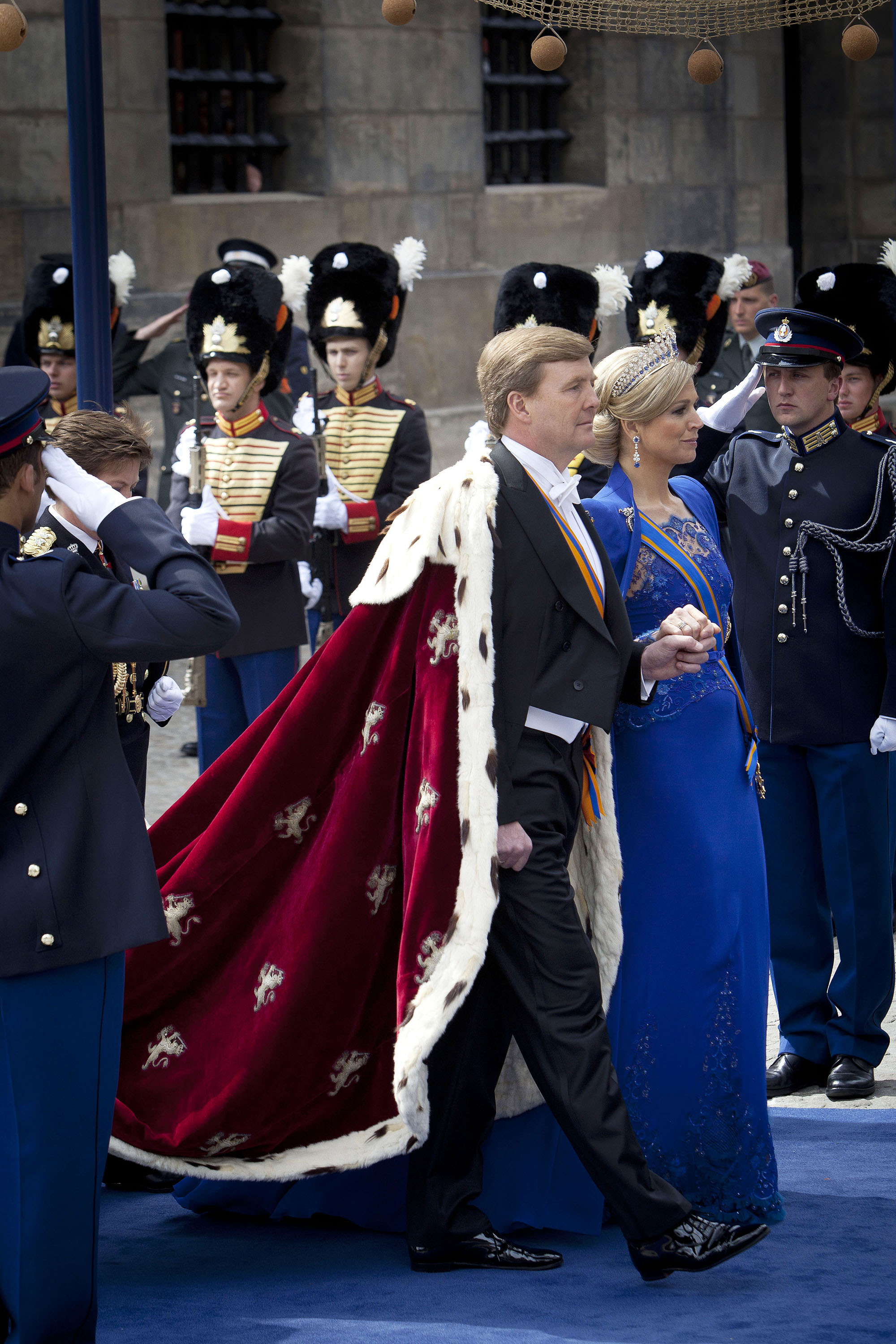
Blauwe jurk ontworpen door Jan Taminiau

Jan Taminiau (Goirle, 14 september 1975) is een Nederlands modeontwerper.

## Biografie
Taminiau is geboren en getogen in het Brabantse Goirle. Hij komt uit een familie van antiekhandelaren en volgde, voorafgaand aan de kunstacademie, een opleiding bij de Europese School voor Antiquairs in Antwerpen. In 2001 slaagde hij cum laude aan de kunstacademie in Arnhem. Twee jaar later behaalde hij de graad van master aan het Fashion Institute van Arnhem. Datzelfde jaar richtte hij zijn eigen modelabel op dat zijn eigen naam draagt (alleen dan aan elkaar geschreven). 
Taminiau kreeg in 2007 als enige Nederlandse ontwerper toestemming om een modeshow te verzorgen tijdens de internationale coutureweek in Parijs. In 2009 werd hij de eerste Nederlandse modeontwerper die een van zijn creaties (een gerecycled postzakpakje met de Nederlandse vlag erin verwerkt met gouden broek) gedragen zag worden door prinses Máxima, de echtgenote van prins Willem-Alexander. In december 2010 droeg de Amerikaanse zangeres Lady Gaga ook een creatie van Taminiau en dit zorgde wederom voor extra aandacht. Op 30 april 2013 droeg (inmiddels) koningin Máxima een japon en cape van Taminiau tijdens de inhuldiging van haar man in de Nieuwe Kerk. Een ander ontwerp van zijn hand droeg ze diezelfde avond met de Koningsvaart. Ook met Prinsjesdag 2013 (17 september 2013) droeg koningin Máxima wederom een creatie van Taminiau, een goudkleurige jurk, toen zij koning Willem-Alexander vergezelde naar de Ridderzaal; alwaar hij voor de eerste keer de troonrede voorlas. Tevens ontwierp Taminiau de trouwjurk van de Luxemburgse prinses Claire toen zij diezelfde dag voor de wet in het huwelijk trad met prins Félix van Luxemburg.
Op 17 december 2013 kreeg hij het Mode Stipendium uitgereikt door het Prins Bernhard Cultuurfonds. Het Cultuurfonds Mode Stipendium heeft een waarde van 50.000,- euro. Taminiau kreeg in maart 2014 tijdens het Nationaal Modecongres de Grand Seigneur, een belangrijke Nederlandse modeprijs, uitgereikt.
Taminiau heeft zijn atelier en salon in Baambrugge, gelegen onder de rook van Amsterdam.